# Strachocin (Stronie Śląskie)

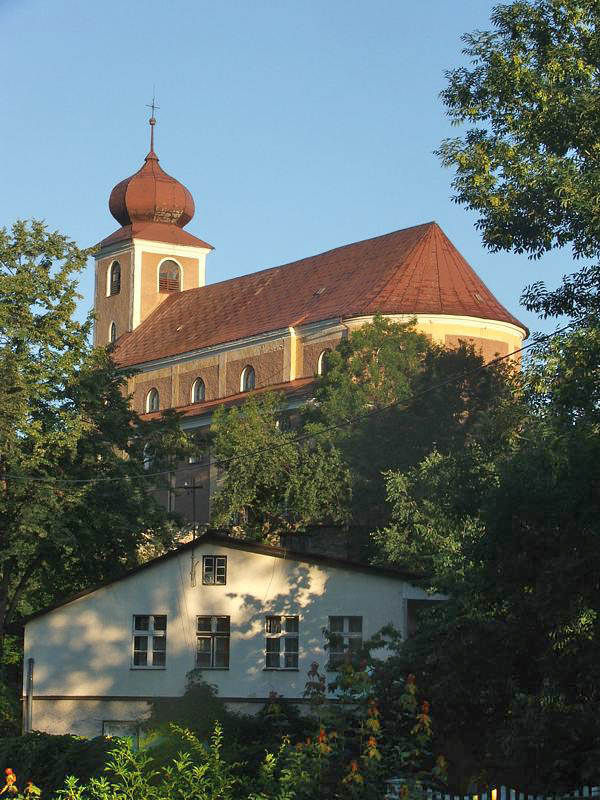
Pfarrkirche St. Maternus

Strachocin (deutsch: Schreckendorf) ist ein Dorf in der Stadt- und Landgemeinde Stronie Śląskie (Seitendorf) im Powiat Kłodzki der Woiwodschaft Niederschlesien in Polen. Es liegt fünf Kilometer südlich von Lądek-Zdrój (Bad Landeck).

## Geographie
Strachocin liegt im Südosten des Glatzer Kessels an der Landecker Biele (polnisch Biała Lądecka) am Nordabhang des Glatzer Schneegebirges. Nachbarorte sind Stójków (Olbersdorf) im Norden, Goszów (Gompersdorf) im Osten, Młynowiec (Mühlbach) im Südosten, Stara Morawa (Altmohrau) im Süden, Rogóżka (Wolmsdorf) und Czatków (Tschihak) im Südwesten, Konradów (Konradswalde) im Westen und Kąty Bystrzyckie (Winkeldorf) im Nordwesten.

## Geschichte
Schreckendorf ist das urkundlich älteste Dorf im Glatzer Land. Es wurde nach Deutschem Recht angelegt und erstmals 1264 in einer Urkunde des böhmischen Königs Ottokar II. Přemysl als „ecclesia Sreckeri“ erwähnt. Weitere Schreibweisen waren „Sreckendorf“ und „Sreckdorf“ (1285–1295) „Shrekkendorph“ (1325) und „Schrekersdorf“ (1346). In der genannten Urkunde werden „dem Priester Daniel und seinen Nachfolgern der Kirche Schreckers“ zwei Hufen Land übertragen. Daraus ergibt sich, dass die dem hl. Maternus geweihte Kirche gleichzeitig mit der Anlage des Dorfes erbaut worden war. Für das Jahr 1325 ist sie als Pfarrkirche belegt. Das Dorf gehörte 1346 zur Herrschaft Karpenstein und bildete zusammen mit den benachbarten Dörfern Seitenberg und Gompersdorf die sogenannten „Grunddörfer“. Nach der Zerstörung der Burg Karpenstein 1443 fiel Schreckendorf als königliches Kammerdorf durch Heimfall an Böhmen. Für das Jahr 1520 werden für Schreckendorf ein Bergwerk und ein Hammer erwähnt. Für die Pfarrei Schreckendorf ist für 1560 und 1654 die Bezeichnung „Kirchspiel Grund“ belegt. Während der „böhmischen Rebellion“ 1618 wurde der katholische Pfarrer von Schreckendorf von der damals überwiegend lutherischen Bevölkerung vertrieben. Nach der Schlacht am Weißen Berg 1610 und der Rückeroberung der Grafschaft Glatz 1623 durch die Kaiserlichen wurde wiederum ein katholischer Priester eingesetzt. 1740 verkaufte die Böhmische Kammer Schreckendorf an den kaiserlichen Feldmarschall Georg Olivier von Wallis, der es mit seiner Herrschaft Seitenberg verband.
Nach dem Ersten Schlesischen Krieg 1742 und endgültig mit dem Hubertusburger Frieden 1763 fiel Schreckendorf zusammen mit der Grafschaft Glatz an Preußen. Nach der Neugliederung Preußens gehörte es ab 1815 zur Provinz Schlesien und war zunächst dem Landkreis Glatz und ab 1818 dem neu geschaffenen Landkreis Habelschwerdt eingegliedert, mit dem es bis 1945 verbunden blieb.
1838 gelangte Schreckendorf zusammen mit der Herrschaft Seitenberg in den Besitz der Marianne Prinzessin der Niederlande, die mit Prinz Albrecht von Preußen verheiratet war. Letzter Besitzer war Friedrich Heinrich Prinz von Preußen. 1939 wurden 1454 Einwohner gezählt.
Als Folge des Zweiten Weltkriegs fiel Schreckendorf mit dem größten Teil Schlesiens an Polen und wurde in Strachocin umbenannt. Die deutsche Bevölkerung wurde, soweit sie nicht vorher geflohen war, vertrieben. Die neu angesiedelten Bewohner waren teilweise Zwangsumgesiedelte aus Ostpolen, das an die Sowjetunion gefallen war. 1960 wurde der größte Teil von Strachocin nach Stronie Śląskie eingemeindet, das durch die Bevölkerungszunahme sowie die industrielle Entwicklung 1967 zur Stadt erhoben wurde. In den Jahren 1975–1998 gehörte Strachocin zur Woiwodschaft Wałbrzych (Waldenburg).

## Glashütte Schreckendorf

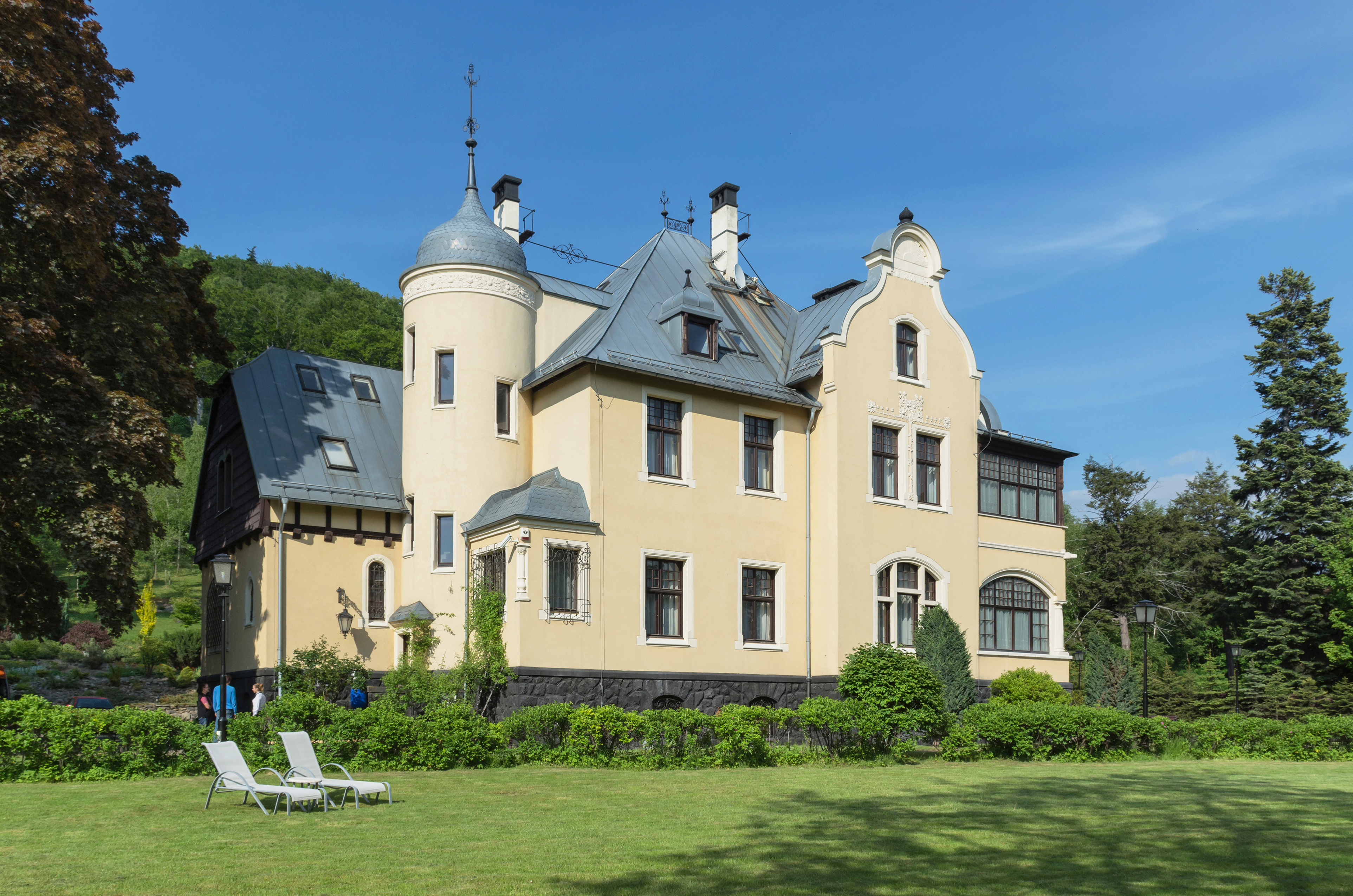
Villa „Elise“ der Familie Losky

1756 gründete der damalige Grundherr Stephan Olivier von Wallis in Schreckendorf eine Glashütte, die wegen ihrer billigeren Produkte in Konkurrenz zur Friedrichsgrunder Hütte der Gebrüder Rohrbach stand. Nachdem die Herrschaft Seitenberg 1783 vom Grafen Friedrich Wilhelm von Schlabrendorf erworben wurde, pachteten die Brüder Ignaz und Christoph Rohrbach diese Glashütte. 1795 wurde das Pachtverhältnis gelöst und die Hütte wegen angeblichem Holzmangel geschlossen.
1862 gründete Franz Losky, der bis dahin die Glashütte Waldstein bei Rückers gepachtet hatte, mit neun Glasmachern und zwölf Glasschleifern, die er aus seiner bisherigen Hütte geworben hatte, eine eigene Hütte in Schreckendorf. Zu Ehren der damaligen Grundherrin Prinzessin Marianne von Oranien-Nassau, der die Herrschaft Seitenberg seit 1838 gehörte, erhielt die Glasfabrik die Firmenbezeichnung „Oranienhütte“. Sie wurde nach modernen Gesichtspunkten mit einer Dampfschleiferei eingerichtet und produzierte anspruchsvolle Kristallgläser, die in betriebseigenen und auch auswärtigen Veredelungsbetrieben bearbeitet wurden. Nach dem Tod Franz Loskys 1870 übernahm sein Sohn Wilhelm Losky († 1887) den Betrieb. Die Produkte des Unternehmens, das zu den führenden der deutschen Glasindustrie zählte, fanden weltweiten Absatz. 1924 wurden 500 Mitarbeiter beschäftigt und 1929 wurde das Unternehmen zu einer Aktiengesellschaft umgewandelt. Anfang der 1930er Jahre wurde der Betrieb der Glashütte wegen der Weltwirtschaftskrise eingestellt. Die Veredelungsbetriebe arbeiteten bis 1945.
Nach dem Übergang an Polen 1945 wurde die noch vorhandene Glasschleiferei demontiert. 1950 wurde die Glasproduktion wieder aufgenommen und ab 1953 Glaswaren ins Ausland geliefert. Nach Erweiterung der Fabrikgebäude erhielt der Betrieb 1962 die Firmenbezeichnung „Violetta“. Ende der 1960er Jahre produzierte die Firma jährlich 1000 Tonnen Kristallglas und beschäftigte 2500 Mitarbeiter. Nach der politischen Wende von 1989 waren es in den 1990er Jahren zusammen mit der Kristallglasschleiferei etwa 1300 Mitarbeiter. Ende des Jahres 2018 wurde die Produktion eingestellt und die Firma liquidiert.

## Sehenswürdigkeiten
- Die Pfarrkirche St. Maternus (Kościół p.w. św. Maternusa) wurde erstmals 1264 erwähnt und 1732 als Stiftung des Kardinals Michael Friedrich von Althann im Barockstil neu erbaut. Der Turm wurde 1811–1816 errichtet. Das Deckengemälde schuf der Landecker Maler Wilhelm Reinsch, die Heiligenfiguren, den Schutzengel, die Pietà und den Kreuzweg der Landecker Bildhauer Franz Thamm um 1880. Der Kristall-Kronleuchter war ein Geschenk der Glasmacher und Glasschleifer der Oranienhütte. Seit 1960 gehört die Kirche zum Stadtgebiet von Stronie Śląskie.
- Pestsäule, errichtet 1672 als reich dekorierte Votivgabe.
- Grabstein des Glasindustriellen Franz Losky (1811–1870) auf dem Friedhof.
- Mehrere Wegkreuze und andere Bildstöcke.

## Persönlichkeiten
- Losky, bedeutende Glasmacher- und Industriellenfamilie
- Bernhard Hasler (1884–1945), deutscher Maler, Grafiker und Zeichenlehrer